# Румунија на Светском првенству у атлетици у дворани 2010.
Румунија је тринаести пут учествовала на Светском првенству у атлетици у дворани 2010. одржаном у Дохи од 12. до 14. марта, односно, учествовала је на свим првенствима до данас. Репрезентацију Румуније представљале су три такмичарке које су се такмичиле у три дисциплине.
На овом првенству Румунија није освојила ниједну медаљу. Постигнут је један лични рекорд.

## Учесници
Жене:
- Анкута Бобокел — Трка на 3.000 метара
- Аделина Гаврила Троскок
- Анка Хелтне — Бацање кугле

## Резултати

### Жене
| Атлетичарка     | Дисциплина   | Лични рекорд | Квалификације | Квалификације | Финале                | Финале            | Детаљи |
| Атлетичарка     | Дисциплина   | Лични рекорд | Резултат      | Место         | Резултат              | Место             | Детаљи |
| --------------- | ------------ | ------------ | ------------- | ------------- | --------------------- | ----------------- | ------ |
| Анкута Бобокел  | 3.000 м      |              | 8:54,08 ЛР    | 7. у гр. 2    | Нису се квалификовале | 10 / 21 (22)      |        |
| Аделина Гаврила | Троскок      | 14.78        | 13,45         | 15            | Нису се квалификовале | 15 / 19           |        |
| Анка Хелтне     | Бацање кугле | 19,90        | 19,10 КВ      | 3 Диск.       | 18,86                 | 7 / 16 (17) Диск. | , ,    |